# 卖基情

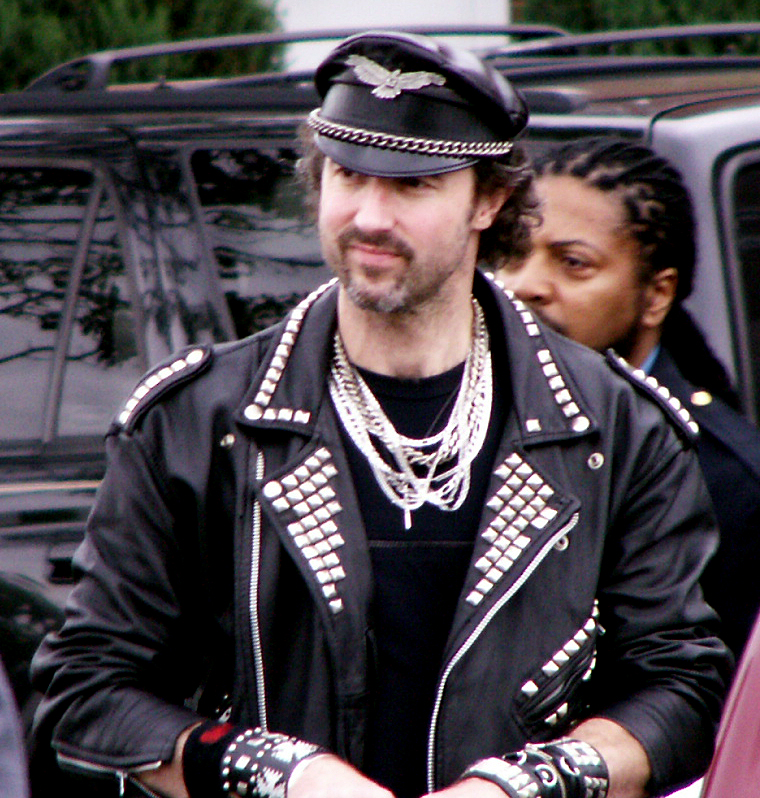
美国乐队“村民”成员Eric Anzalone为了获取商业利益而装扮成男同志就是典型的“直男卖基”行为

卖基情，也称为卖腐，是中国大陆的，通常是指性傾向本为或被默認爲异性恋的男性艺人，为了迎合腐女和男同性恋观众或炒作博眼球，而刻意表现男男暧昧的举动。也可以指综艺、影剧、動漫等作品中出现刻意的男男暧昧情节。从正面的角度来看，主流的流行歌手、影剧演员愿意公开卖基情，能提高同性戀在公衆視野的能見度，亦说明社会逐步接納同性戀人群。
而在英语世界中，类似的说法则有，指异性恋男歌手、演员、色情演员、性交易者、脱衣舞者或網絡紅人等，为了工作和金钱而刻意把自己表现成同性恋者。